# ピーター・マーティン・クリスチャン
ピーター・マーティン・クリスチャン（英語: Peter Martin Christian、1947年10月16日 - ）は、ミクロネシア連邦の政治家。2015年より大統領を1期務めた。太平洋諸島信託統治領ミクロネシア連邦ポンペイ州出身、ハワイ大学卒。2007年にポンペイ州代表の連邦議会議員に選出され、2011年再選。2007年から運輸通信委員会の委員長を務めた。
最高裁判所陪席裁判官BeauleenとCarl-Worswickがクリスチャンと副大統領、及び第19回ミクロネシア連邦議会議員全員に就任宣誓をしている。
2017年10月に来日。
2019年3月5日の総選挙では対立候補に59票差で敗れた。

## 脚註
1. ↑  “Seventeenth Congress of the FSM Elects the President and Vice President of the FSM”. www.fsmpio.fm. 2015年5月12日閲覧。
2. ↑  “Halbert new speaker of FSMs’ Eighteenth Congress”. Public Information Center.   Congress of the Federated States of Micronesia. 2015年5月12日閲覧。
3. ↑  “FSM election 2019 certified results”. Marianas Variety. (2019年3月11日) 2019年3月11日閲覧。